# Albert Le Guern
Albert Le Guern, né dans le 14e arrondissement de Paris le 29 octobre 1927 et mort le 24 mars 2024 au Kremlin-Bicêtre,, est un syndicaliste des PTT. Il est secrétaire général de la Fédération CGT des PTT de 1982 à 1988.

## Biographie
Entré à l'âge de 16 ans à l'Imprimerie des Timbres-poste, située alors Boulevard Brune, à Paris 14e, en tant qu'apprenti, Albert Le Guern acquiert le métier d'ouvrier taille-doucier pour la gravure des timbres-poste. Tôt adhérent de la CGT, il est le leader de ce Syndicat à l'Imprimerie des timbres, forte concentration ouvrière, où le syndicalisme prend ses racines dès le début du XXe siècle. L'installation de l'Imprimerie des timbres-poste en ces lieux datait de 1895.
Élu membre du secrétariat de la Fédération CGT des PTT en 1972, Albert Le Guern en devient le secrétaire général adjoint en 1979. Il succède à Louis Viannet à la tête de cette fédération en 1982, quand celui-ci entre au Bureau confédéral de la Centrale syndicale. Il occupe cette fonction durant 6 ans. Il prend sa retraite professionnelle en 1988, et passe le relais de la direction fédérale à une jeune syndicaliste de 34 ans, Maryse Dumas. Membre du Parti communiste français, il appelle publiquement à voter pour le candidat communiste Georges Marchais aux élections en 1981. Il fait de même en 1986, lors des élections législatives, ce qui souleva quelques débats, en raison de sa fonction syndicale.
Albert Le Guern a publié en 1999, une brochure, éditée par l'Institut d'Histoire CGT-PTT : De l'origine de la philatélie à l'histoire de l'Imprimerie des timbres-poste et à l'évocation des luttes sociales de son personnel.